# Trachypholis equalidus
Trachypholis equalidus is een keversoort uit de familie somberkevers (Zopheridae). De wetenschappelijke naam van de soort werd in 1885 gepubliceerd door David Sharp.